# 90式戦車に関連する作品の一覧

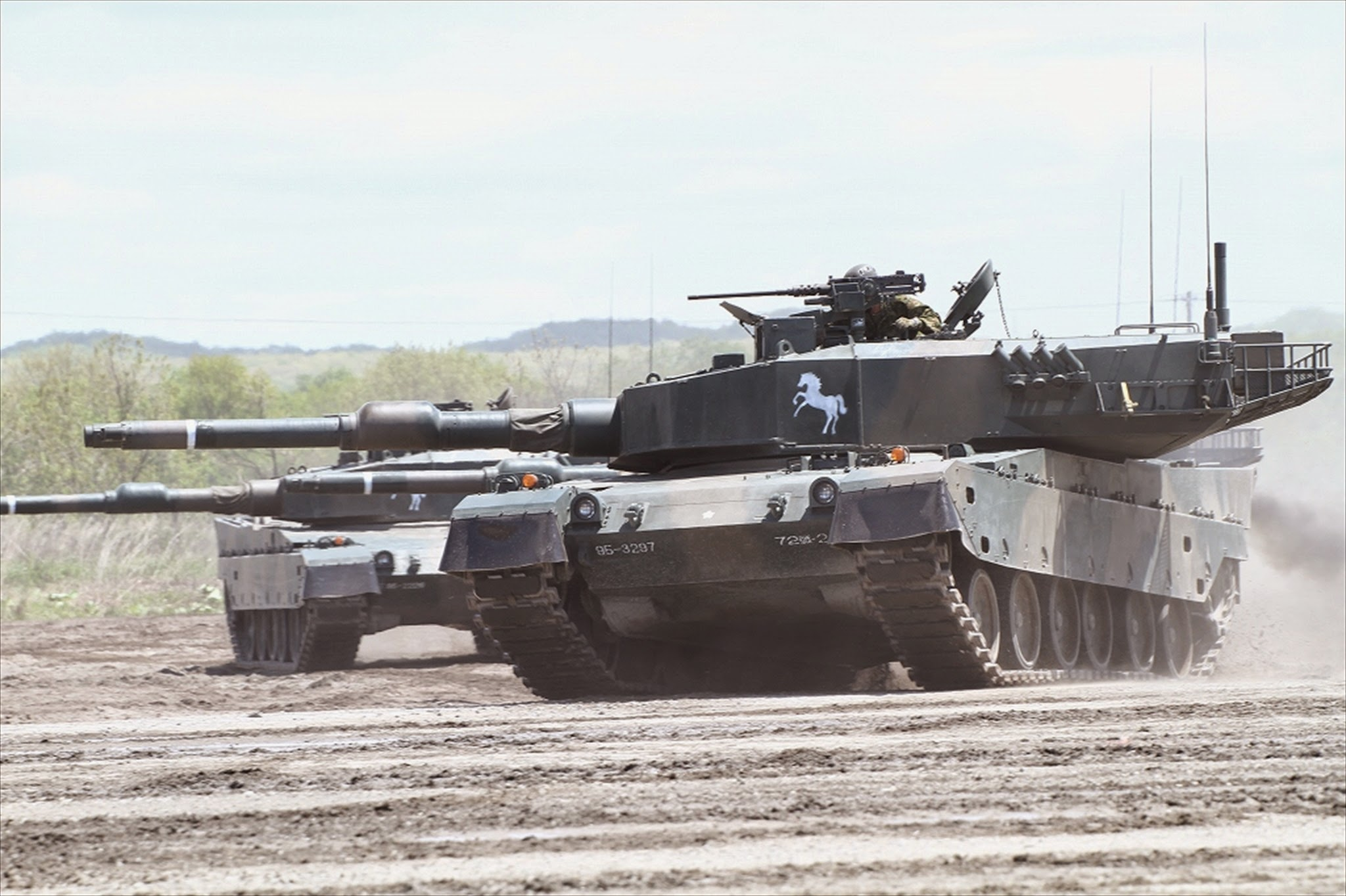
90式戦車

90式戦車に関係する作品の一覧（きゅうまるしきせんしゃにかんれんするさくひんのいちらん）は、陸上自衛隊が装備する戦車、90式戦車に関係する作品の一覧である。

## 概要
90式戦車は、陸上自衛隊の新鋭装備として配備当初から大々的に公表されていたために知名度も高く、1990年代以降の創作作品で自衛隊、もしくは作中における類似組織が登場する作品には数多く登場する。
1980年代末期-1990年代初期にかけて製作された作品に登場するものは、試作車（TK-X）の資料を参考にしているためか量産車とは細部が異なっているものが多く見受けられる。
また、90式は陸上自衛隊が装甲車両への二色迷彩塗装を標準化した後に制式採用されているため、配備第1号車から全車が迷彩塗装を施されているが、マンガやアニメーション作品など、実車を撮影したのではなく作画によって描かれているものは迷彩塗装を省略して描写されていることが多く、二色迷彩が描写されていることは稀であるほか、まるで現実とかけはなれた塗色とされているものもある。

## 映画
『THE NEXT GENERATION パトレイバー』
第12話に登場。2002年に発生した「幻のクーデター」の回想シーンにて、東京都心に展開した様子が描写されている。
登場する車両は、プラモデルを背景と合成し、エフェクトをかける形で表現されている。
『ウルトラシリーズ』
『ウルトラマンティガ&ウルトラマンダイナ 光の星の戦士たち』
TPCの戦車として登場。テレビ版に登場した「TPC中型戦車」の改良型で、全体がグレーに塗装されており、テレビ版とは形状が異なる砲塔を載せ、通信機器やミサイルを搭載している。作中では、冒頭の軍事工廠化されたという設定のクリオモス島の生産ラインに20 - 30両ほど載せられているのが確認でき、その後、モネラ星人が襲撃を予告したK3地区に展開し警戒に当たるが、地中からデスフェイサーが出現する際に破壊されてしまう。登場する車両はCGで描かれているほか、ミニチュアも撮影に使用されている。
『シン・ウルトラマン』
陸上自衛隊の所属車両が登場。新東名高速道路谷ヶ山トンネル工事現場に出現したゴメス、東京に出現したペギラ、蒲田に出現したカイゲルに対して駆除のため出動する。
登場した車両はCGによるものである。

『ガメラ2 レギオン襲来』
レギオンに対する防衛出動命令が発令されたことを受け、74式戦車と混成大隊を編成して出動し、巨大レギオンの出現予想地点である足利市の赤雪山麓まで前進した後、地上に姿を現した巨大レギオンを攻撃する。しかし砲撃による効果はなく、マイクロ波シェルによる反撃を受けて大隊の50パーセントが損耗したため後退し、巨大レギオンの第1次防衛ライン突破を許してしまう。
陸上自衛隊の全面協力で戦車教導隊所属車両が撮影に使用されており、街中の走行シーンは、演習場内に電柱やファミリーレストランのセットを組み立てて撮影している。ただし、発砲シーンは74式戦車のみ。
『ゴジラシリーズ』
陸上自衛隊の全面協力を受け、複数の作品で戦車教導隊所属の実物が撮影に使用されている。
『ゴジラvsビオランテ』
「サンダービーム作戦」を支援するため、若狭原発地帯に展開し、74式戦車や61式戦車、92式ペトリオットGシステム特車、92式メーサー戦車などとともにゴジラを迎撃するが、戦闘に乱入したビオランテの触手によって破壊されてしまう。
映画の製作・公開が実物の制式化前後だったため、登場するのはミニチュアのみで、パンフレットでは「89式戦車」と表記されている。
ミニチュアモデルは、前作『ゴジラ』に登場した74式戦車を改造したもので、車体部分は第1作『ゴジラ』以来長らく使われていたM24軽戦車のものを改造して製作されているため、転輪の数などが実車とは異なっている。
『ゴジラvsデストロイア』
実物が日本映画初登場。各種メーサー車や74式戦車などの自衛隊車両群とともに臨海副都心に展開して円陣を組み、デストロイア幼体を迎撃する。
実車両の映像は、陸上自衛隊富士学校で撮影したものを臨海副都心の実景に数を増やして合成している。
『ゴジラ2000 ミレニアム』
第1師団所属車両として登場。東海村の原子力発電所に襲来するゴジラを迎撃すべく、同じく第1師団所属の74式戦車と混成大隊を編成して出動し、久慈川河川敷からゴジラを砲撃してフルメタルミサイル車の陣地まで誘導する。
撮影には実物が使用されているが、当時は120mm砲弾の空包がなかったことから、砲撃時の反動の描写は操縦士の操縦で反動があった際のような動きを車両にしてもらうことで再現しており、主砲の先端には砲煙をCG合成している。
『ゴジラ・モスラ・キングギドラ 大怪獣総攻撃』
防衛軍（防衛陸軍）の戦車として登場。ゴジラを迎撃するため横浜に展開した陸上部隊に含まれていたが、攻撃開始後も直ぐに攻撃せず待機していたところ、放射熱線の一撃で薙ぎ払われてしまい、攻撃に参加することはなかった。
撮影に使用されたのはミニチュアモデルのみ。
『ゴジラ×メカゴジラ』
第1戦車中隊所属車両などとして登場。館山市にゴジラが上陸した際には90式メーサー殺獣光線車とともに県道89号線上に展開し、HEAT-MPを使用してゴジラを攻撃するも、蹴飛ばされるなどして撃破されてしまう。その後、八景島にゴジラが上陸した際には出動するも戦闘に参加せず、続く品川埠頭でのゴジラに対する水際迎撃の際には、第1戦車中隊所属車両が90式メーサー殺獣光線車とともに迎撃に当たるが、放射熱線を受けて全滅してしまう。
撮影には実物とミニチュアが使用されており、ミニチュアは後退しながらの行進間射撃を行っている。
『ゴジラ×モスラ×メカゴジラ 東京SOS』
第1・第4戦車隊所属車両として登場。品川方面からゴジラが上陸してくることを受け、特生自衛隊第4メーサー隊の90式メーサー殺獣光線車<改>などとともに品川開発区第17号地に展開して品川防衛ラインを形成。品川埠頭に姿を現わしたゴジラを前進して迎撃するが、放射熱線による反撃を受けて全滅してしまう。
撮影には実物とミニチュアが使用されている。実物の撮影は陸上自衛隊富士学校で行われた。
『ゴジラ FINAL WARS』
地球防衛軍の「EDF戦車」として架空仕様の車両が登場。冒頭では南極でのゴジラ攻撃に参加したと思われる車両が残骸を晒しており、中盤では東海コンビナートを襲うエビラを攻撃するが、エビラが破壊した施設の下敷きになって破壊されてしまう。
撮影には90式戦車の模型を改造したミニチュアのみが使用されている。
『シン・ゴジラ』
ゴジラの東京都内侵入を防ぐために行われたB-2号計画「タバ作戦」に投入され、多摩川河川敷および丸子橋付近に展開し、フェーズ2にて、行進間射撃も駆使しながら10式戦車などとともにゴジラを砲撃するが、侵入阻止には失敗してしまう。
登場した車両はCGによるものである。

『深海獣雷牙』
台東防衛隊・陸上火消し組「金龍隊」「銀龍隊」などの戦車として登場。再び浅草を襲った雷牙を浅草通りおよび北斎通り付近で攻撃するが、雷牙の放電攻撃を受けて撃破されてしまう。
撮影にはミニチュアとCGが併用されている。
『深海獣雷牙 対 溶岩獣王牙』
熱海防衛隊の戦車として登場。雷牙と王牙の怪獣2体が出現した熱海にて、架空の巨大戦車「神風」と90式戦車からなる戦車大隊が両者の迎撃に当たるが、有効打とはならず熱海の壊滅を許す。
撮影にはミニチュアが使用されている。

『戦国自衛隊1549』
極秘実験中の事故により戦国時代へタイムスリップした第三特別実験中隊の装備として登場。タイムスリップ直後に襲撃してきた戦国武者たちを行進間射撃で迎撃し、その後は天導衆の主力兵器として利用されるが、最後はロメオ隊が奇襲の際に放った84mm無反動砲の一撃を受けて破壊されてしまう。
『大怪獣モノ』
防衛軍の戦車として登場。10式戦車とともに、明神岳山麓や渋谷に出現したモノの迎撃に参加する。
撮影にはミニチュアが使用されている。
『長髪大怪獣ゲハラ』
本編終了後のフェイク予告編「ゲハラ完結編 怪獣戒厳令」に防衛隊の車両として登場。東京に迫るゲハラを迎撃するも、ゲハラに蹴飛ばされて横転してしまう。
撮影にはミニチュアが使用されている。
『デスカッパ』
大都市に襲来したハンギョラスを迎撃すべく、74式戦車や61式戦車、M1エイブラムスなどとともに出動する。また、続いて登場する架空兵器「ゴーゴン殺獣光線車」のベース車両にもなっているが、どちらもハンギョラスに破壊されてしまう。
撮影にはミニチュアが使用されている。
『ネギマン』
第2話では米子市に現れたネギマンを攻撃すべく出動して砲撃を行い、ネギマンを海中へ逃走させる。第3話と第4話では松江市に再び現れたネギマン攻撃に赴くが、国道9号線上で渋滞に巻き込まれ、立ち往生してしまう。
撮影にはミニチュアが使用されている。
『へんげ』
74式戦車とともに登場。東京都内で巨大化し、ビル街を破壊して回る門田吉明を攻撃するが、砲撃によって門田の更なる巨大化を誘発してしまう。
撮影にはミニチュアが使用されている。
『モーレツ怪獣大決戦』
東京でヒーターとメロメロンが戦いを繰り広げた後に、破壊された残骸を晒している。
撮影にはミニチュアが使用されている。

## テレビドラマ・オリジナルビデオ
『MM9 -MONSTER MAGNITUDE-』
第5話に第1戦車大隊所属車両が登場。山梨県吠谷山から出現し、吠谷町を襲撃した怪獣8号シッポンを10式戦車などとともに迎撃し、吠谷山へと戻ったシッポンに砲撃を加え撃破している。
登場した車両はCGで描かれている。
『SFX巨人伝説ライン』
戦車教導隊所属車両が登場。第7話では鹿島港に上陸したゴロマキングに砲撃を加えている。第11話では主人公の指揮下に入って富士山麓西側でバグズンを攻撃しており、うち1両には主人公も搭乗している。第13話では千葉県付近でレッドコングを迎撃する。
撮影には陸上自衛隊富士学校が協力しており、実物が使用されている。
『行け! あひるお姉さん』
第11話に防衛隊の戦車として登場。市街地を破壊しながら西蒲区を「お散歩」するあひるお姉さんを迎え撃つ戦車隊に含まれている。
撮影にはミニチュアが使用されている。
『ヴィジュアル・バンディッツ』
オープニングに実車のライブフィルムが使用されている。
『ウルトラシリーズ』
ほとんどの作品において、撮影に使用されているのはミニチュアである。また、市販の90式戦車の模型だけではなく、市販のIV号戦車の模型の外見を90式に似せた改造品も使用された。
『ウルトラマンティガ』
「TPC中型戦車」として登場。全体が白色に塗装されており、第18話では霧門岳でゴルザ（強化）と、第28話ではジョバリエと交戦するが、いずれも撃破されてしまう。
『ウルトラマンダイナ』
『ティガ』と同じくTPC中型戦車として登場。第9話では東京でギアクーダを、第36話では大阪にてジオモスを、第43話では霧門岳でゴルザIIを攻撃する。
『ウルトラマンガイア』
「G.U.A.R.D.中戦車」としてM1エイブラムスとともに登場。第24話ではアリゾナ州スコッツディールでゾンネルIIと、第50話ではカイザードビシと交戦する。
『ウルトラマンガイア ガイアよ再び』
G.U.A.R.D.中戦車として登場。地中から出現したゾンネルを攻撃する。
映像は上記の『ウルトラマンガイア』からの流用である。
『ウルトラマンコスモス』
統合防衛軍の戦車部隊「ベンガルズ」の戦車としてM1エイブラムスとともに登場。第14話では2度に渡り三河市でワロガに操られたガルバスを攻撃、第25話では新宿一帯でグインジェを捜索・攻撃、第36話では奥日高村付近でマハゲノムを、第45話ではファンタジーランド上空のプレジャーパークを、第48話ではポイントMW3およびSRC医療基地付近でワロガを、第58話ではルートK208付近でギラッガスMを攻撃する。
『ウルトラマンメビウス』
第49話にGUYSの戦車として登場。GUYS JAPANベース防衛のためにインペライザーと交戦する。
映像は上記の『ウルトラマンティガ』からの流用である。
『ウルトラゾーン』
#18・19・20内に防衛軍の戦車として登場。#18内の「メフィラスの食卓 後編」では、メフィラス星人が浮遊させている背景として登場し、#19・20内の「最後の攻撃命令」では、10式戦車や74式戦車などとともに、市街地に現れ防衛軍本部へと侵攻するキングジョーと交戦する。
撮影にはミニチュアとCGが併用されている。また、「最後の攻撃命令」に登場する車両には戦車教導隊第2戦車中隊のものと同様のマークが描かれている。
『星間特捜アサルトマン』
第2話に登場。74式戦車などとともに、茨城県鬼亀湖から出現したオニガメスを攻撃するが、数両が反撃によって撃破されている。
実写のライブフィルムが使用されている他、一部の映像は『SFX巨人伝説ライン』からの流用である。
『星間特捜アサルトライザー』
全話に登場。第1話では名古屋に出現したドドゴを、第2話では東京に攻めこんだバクシーザー、ロックゴン、バイオンの3怪獣を、第3話では東シナ海から日本に上陸した金剛コングを迎撃すべく出動する部隊に含まれている。
実写のライブフィルムが使用されている他、一部の映像は『SFX巨人伝説ライン』からの流用である。
『生物彗星WoO』
第5話に防衛隊の戦車として登場。F-1支援戦闘機とともに、渋谷区から文京区にかけて侵攻するゲルバイルを迎撃するも、破壊されている。
撮影にはミニチュアが使用されている。

## アニメ・漫画
『BLUE SEED』
テレビアニメ版のオープニングや第21話・第23話などに登場。第21話では広島に出現した巨大植物を、第23話では仙台に出現した荒神を攻撃するが、どちらも効果はなく、第23話では反撃を受けて撃破されている。
『DEVIL SURVIVOR 2 the ANIMATION』
第4話に実車とは異なるデジタル迷彩を施した架空仕様が登場。十三大橋上からメラクを砲撃するが通用せず、反撃を受けて撃破されている。
『Pa-Pa-Pa ザ★ムービー パーマン』
造幣局を襲撃すべく新宿副都心に出現した巨大ロボット「パパンダー」をAPFSDSで攻撃するが、パパンダーの柔らかい皮膚によって全て弾かれてしまい、逆にパパンダーに内蔵された巨大磁石による反撃を受け、吸い寄せられて戦闘不能となる。
『アイシールド21』
単行本第15巻の体育祭でヒル魔が使う道具として登場。
『アキハバラ電脳組』
テレビアニメ版に第3戦車大隊所属車両が登場。第23話と第25話にて、秋葉原に治安維持目的で出動するが、敵の攻撃に遭い一方的に撃破される。
実際の90式は滑腔砲を搭載しているのでライフリングはないが、当作品では砲口にライフリングが描かれているという描写ミスがある。また、作中では出動したのは市ヶ谷および練馬の部隊と報じられているが、現実の第3戦車大隊は滋賀県の今津駐屯地に駐屯する部隊である。
『アルドノア・ゼロ』
第9話に登場。回想シーンにて、15年前の種子島に襲来したヴァース帝国軍を迎撃するも撃破される。
『うしおととら』
原作漫画第五十四章に登場。沖縄諸島沖に生じた結界領域内に74式戦車などとともに展開し、結界に捕らえられた妖怪「白面の者」と、その配下の「黒炎」の群などとの戦闘に参加する。
なお、テレビアニメ版第38話での同様のシーンには、代わりに10式戦車が登場している。
『ヱヴァンゲリヲン新劇場版』
国連軍の戦車として登場。『ヱヴァンゲリヲン新劇場版:破』では第2方面軍所属車両が相模湾岸で第7の使徒の、第5戦車中隊所属車両などが松代付近で第9の使徒の、所属不明車両が第3新東京市で第10の使徒の迎撃戦闘において、エヴァのバックアップに当たっている。また、『ヱヴァンゲリヲン新劇場版:Q』ではNERV本部跡に残骸が放置されている。
テレビ版・旧劇場版には登場しておらず、90式が登場するのは新劇場版からである。
『エルドランシリーズ』
防衛隊の主力戦車としてたびたび登場。基本的にはやられ役だが、主人公陣営を助ける活躍を見せることもある。
『おぼっちゃまくん』
テレビアニメ版第107話に御坊軍の戦車として登場。行方不明になった御坊茶魔を捜索する。
『ガールズ&パンツァー』
第5話に戦車喫茶ルクレールのFIAT2000をモチーフにした呼び鈴に本車両の主砲発射音として登場。
『ガサラキ』
第23話に特務自衛隊の主力戦車として架空の発展型「90式戦車改」が登場。短砲身135mm滑腔砲への換装や装甲の増設などが行われている。作中では、市ヶ谷駐屯地前に配置されて警戒に当たる。
『仮面ライダーSPIRITS』
単行本第7巻に登場。富士演習場に着陸したBADANの「黒いピラミッド」を独断で攻撃してしまい、ピラミッドからの放電による反撃を受けて、乗員を炭化させられて戦闘不能に陥ってしまう。
『機動警察パトレイバー』
初期OVAシリーズ第5話・第6話に自衛隊決起軍の戦車として登場。国会議事堂前などの都内各地に展開しており、城南島の特車二課棟を制圧した部隊にも配備されているほか、営団地下鉄有楽町線の永田町駅内を走行する描写も見られる。試作型の資料を元にしているため、量産車とは細部が異なる。
また、後期OVAシリーズ第15話にも、地球防衛組織「CLAT」日本支部の戦車として登場し、円盤群の襲来に備えている。
『機動警察パトレイバー 2 the Movie』
第1戦車大隊・第1機甲教育隊・戦車教導隊などの所属車両が登場。首都圏の治安維持のために特大型運搬車（作品の設定では93式特大型運搬車）に搭載され、東名高速道路および中央自動車道を通って国会議事堂周辺などの都内各所へ治安出動する。
ポスターやパンフレット、DVDケースの図柄にも登場しているが、映画製作時には車内の取材が許可されなかったため、車内の描写は74式戦車のものを参考に作画された架空のものになっている。
また、第1普通科連隊や第32普通科連隊、第1戦車大隊の所属車両として、90式戦車のシャーシなどを流用したという設定の架空の装甲戦闘車「1式装甲車」も登場し、これらも都内に展開している。

『雲のむこう、約束の場所』
ユニオンとの戦争に備え、東京から青森へ鉄道輸送される。
90式戦車の全幅では日本の一般鉄道規格では輸送できないため、実際の90式とは異なるオリジナル設定の車両とも考えられる。
『クレヨンしんちゃん 爆発!温泉わくわく大決戦』
埼玉県に出現した風呂嫌いテロ組織「YUZAME」の巨大ロボットを迎撃すべく、74式戦車とともに出動。東松山市付近のゴルフ場で巨大ロボットと交戦するが砲撃がまったく通用せず、ロボット側の「『ゴジラ』のテーマ曲を流すことによる心理作戦」により部隊の士気が崩壊。ほぼ全車が後退した後、踏み留まった1両が乗員脱出後に踏みつぶされて破壊されている。
「12億円の戦車が！」「弁償しろ！」というセリフがあり、90式配備当初に「調達価格があまりにも高い」と話題になったことがネタにされている。
『ゲート 自衛隊 彼の地にて、斯く戦えり』
漫画版に第1機甲教育隊所属車両が登場。銀座事件の際に出動し、国会議事堂前に展開する。第61話では戦車教導隊所属車両が先陣を切って特地側ゲートを強襲し、第1戦車大隊の10式戦車とともにアルヌスの丘に布陣する帝国軍を撃破している。
『月面兎兵器ミーナ』
第7話に登場。富士山の演習場（東富士演習場）で旧式武器マニアのパパラッチ、早苗つつじが宇宙人が搭乗していた90式に襲われるが、後に月城ミーナ、皐月ミーナの攻撃で破壊されている。
『ケロロ軍曹』
漫画版第107話に桃華親衛隊の戦車として登場。第一種非常警戒態勢発令に伴い西澤邸の敷地内に展開する。
なお、同様の話であるテレビアニメ版第160話では型式不明の戦車に変更されている。
『コードギアス 反逆のルルーシュ』
日本陸軍とそれを前身とする武装勢力「日本解放戦線」の主力戦車として90式戦車と酷似した戦車が登場。ただし、外見が同じなだけで動力はディーゼルではなくサクラダイト超電導バッテリーであり、主砲も火薬ではなく電磁コイルによって砲弾を射出するなど、設定上では別の車両とされている。
作中では、日本陸軍所属車両が神聖ブリタニア帝国が日本侵略時に投入した新兵器「ナイトメアフレーム」を迎撃するが、機動力の差で太刀打ちできずに終わる。日本解放戦線所属車両はナリタ連山攻防戦において少なくとも3両が登場し、解放戦線本拠地であるナリタ連山を攻略しようとする神聖ブリタニア帝国軍部隊と交戦する味方ナイトメアフレームの火力支援を実施している。
『甲鉄傳紀シリーズ』
國防陸軍の「九〇式戦車」として登場。中戦車に分類されており、実車と異なる点として、第二次世界大戦中に石油が枯渇したことを受けてエンジンに代燃炉が接続されているほか、鉢巻アンテナの装備や装甲の追加などの改良を加えた近代化改修型「九〇式中戦車乙型」も存在する。
いずれも設定とイラストのみで作中には登場していないが、シリーズの一編「鉄路ゆかば」および「裝脚戰車の憂鬱」の初期版には、試製四一式重装甲列車「敷島」の砲車の武装として鉢巻アンテナを外した乙型の砲塔のみが登場している。
『ゴジラ1991』
銀座にて、上陸したゴジラを迎撃するが、ゴジラの放射能熱線を浴びて全滅する。
「全滅した？ あの戦車いくらすると思ってるんだ」というセリフがあり、調達価格の高さがネタにされている。
『ゴジラvsキングギドラ』
92式メーサー戦車とともにキングギドラを攻撃するが、突風による反撃を受け吹き飛ばされてしまう。
『こちら葛飾区亀有公園前派出所』
扉絵や作中の背景、両津勘吉の製作している模型などで登場する。
『週刊少年ジャンプ』2000年第51号掲載の第1,189話「バカ（りょーつ）が戦車（バトルタンク）でやってきた!?」では両津勘吉が90式のラジコン製品を買ってきたところから話が始まり、話の半分をラジコン戦車の歴史の話に費やすという非常にマニアックなエピソードになっている。
『最臭兵器』
毒ガス兵器と化して中央自動車道を通り東京に向かう主人公を迎撃すべく出動し、大月市葛野川橋付近で高速走行しつつ行進間射撃で主人公を攻撃するが、主人公が放つ臭気の影響で射撃管制装置がトラブルを起こし砲撃が外れたうえ、エンジンまでもが言うことを聞かなくなって急停止し、突っ込んできた後ろの車両が前方の味方車両を誤射してしまい、数両が破壊されている。
前述の『機動警察パトレイバー 2 the Movie』製作時には許可されなかった車内取材が可能となったため、実車通りの車内が創作作品では初めて描写された。
『最終兵器彼女』
陸上自衛隊（陸軍）の戦車として原作コミックや劇場版に登場。大阪での戦闘で生き残った車両には、「SAVE ME CHISE !」という落書きがなされている。
『獣神ライガー』
4台1組で一個小隊を組み、ドラゴ帝国のバイオアーマーに対して一斉射撃を行う。
『新・ゴーマニズム宣言SPECIAL 戦争論』
第3巻に日本軍の戦車として登場。作者である小林よしのりの夢の中でアメリカ本土に進駐し、ホワイトハウス前に展開している。
『真ゲッターロボ対ネオゲッターロボ』
第2話に登場。浅間山の早乙女研究所へ向かうメカザウルス・モバを水際で迎撃すべく、劣化ウラン弾を使用して砲撃を加えるが突破される。また、早乙女研究所にも配置されている。
『新・紺碧の艦隊』
日本陸軍の10式戦車『蒙古』として登場。
漫画版では90式とほぼ同じ外観で作画されているが、作中の設定ではフロントエンジン式とされており、現実の90式とは多分に異なったものとなっている。
『神世紀伝マーズ』
テレビアニメ版第2話に登場。東京湾から上陸しようとする巨大ロボット「タイタン」を迎撃するが、ダメージを与えられず退却。その際に数両がタイタンに踏みつぶされている。
なお、原作である漫画版『マーズ』での同様のシーンには61式戦車が登場している。
『スカイガールズ』
テレビアニメ版第9話に統合人類軍の戦車として登場。横須賀近海に巨大な亀型のワームが出現した際に出動する。
『西武新宿戦線異状なし』
首都圏でクーデターを起こした自衛隊部隊「革命軍」の戦車として登場。革命軍内部では89式装甲戦闘車とともに市ヶ谷の親衛戦車大隊などに配備されている。74式戦車と同型の、旧型発煙弾発射機を装備した試作型の車両が描かれている。
『絶園のテンペスト』
第8話に日本国防陸軍の主力戦車として多数登場。国防軍合同軍事演習と見せかけた「絶園の樹」攻撃作戦に投入され、絶園の樹を砲撃する。うち1両は鎖部夏村によってはじまりの樹の供物にされて消滅し、残りも新たに接近した絶園の果実から脱落した巨大な鎖の下敷きとなり全滅する。
『戦国の長縞GB軍』
精神と体力を鍛えるべく自衛隊の協力を受けて軍事訓練を行っていた長縞GB軍が自衛隊から借りていたが、突如として発生した地震によって彼らとともに戦国時代へタイムスリップする。
『センコロール』
札幌市内に出現した巨大生物「マメタン」の撤去作業のために出動し、マメタンに砲撃を加えている。
『創世聖紀デヴァダシー』
OVA版第1話に登場。関東地方の隔離地域内で2度に渡って敵生命体と交戦しているほか、非戦闘時の隔離地域内にも災害派遣として展開している。
『続・戦国自衛隊』
漫画・小説版に戦国時代へタイムスリップした自衛隊の装備として登場。「関ヶ原の戦い」に遅れて参戦すると、徳川家康に味方するアメリカ海兵隊のM2・M3 ブラッドレー歩兵戦闘車やLAV-25歩兵戦闘車などを多数撃破する活躍を見せる。
しかし、小説版では「関ヶ原の戦い」での活躍などが大幅に減らされている。
『そらのおとしもの』
単行本第5巻に登場。空美町の動物園で全裸で暴れまわる智樹（誤報であった）を攻撃すべく出動する。なお、テレビアニメ版第12話での同様のシーンではM1エイブラムスが登場している。
『それゆけ! 外道乙女隊』
第9話に登場。海水浴場に出現した3体の怪獣を迎撃すべく出動するが、戦闘は行わずに終わっている。
『第2次朝鮮戦争 ユギオII』
物語後半、元山にて北朝鮮軍の夜襲を受けた普通科部隊を援護するため、揚陸直後に戦線に投入される。1両がT-62の砲撃を受けて車体正面にダメージを受けるが即座に反撃し、T-62を次々と撃破している。
『地球防衛企業ダイ・ガード』
第1話から自衛隊と国連安全保障軍（安保軍）の戦車として登場。幾度となくヘテロダインに対して攻撃を行うが、いずれもダメージは与えられていない。また、第19話では災害派遣扱いの対ヘテロダイン戦に用いるには火力が過剰であるとして、自衛隊の車両が戦闘に参加できない場面が描かれている。
『デッドデッドデーモンズデデデデデストラクション』
単行本第3巻に登場。撃墜された「侵略者」の中型船が墜落した吉祥寺駅一帯の制圧作戦に参加している。
『天空戦記シュラト -創世への暗闘-』
第2話の終盤に登場。富士樹海を捜索中のヒュウガとリョウマに陸上自衛隊の90式とAH-1の小隊規模の集団が襲い掛かる。二人は神甲冑を纏い反撃を加えるが、破壊された残骸から出てくる乗員の姿を見ると一転し遁走の一途を辿り苦戦を強いる。
『トータル・イクリプス』
第1話に日本帝国陸軍の戦車として登場。日本本土に上陸したBETA群を北九州および京都付近の最終防衛線で迎撃する。また、特大型運搬車による京都への輸送シーンも描かれている。
『ドラえもん のび太のねじ巻き都市冒険記』
スネ夫がねじ巻き都市に持ち込んだラジコンとして登場。生命のねじとビッグライトを用いて本物なみの性能を与えられ、Ju 87 スツーカのラジコン（原作漫画のみ）とともに黄金の怪物への攻撃に使われている。
『南海奇皇』
複数回に登場。第3話・第4話では東京に上陸したネオランガを倒すべく御殿場から派遣された車両が、84mm無反動砲装備の普通科隊員とともに代々木公園でネオランガを包囲攻撃するが、反撃を受けて数両が乗員脱出後に撃破されている。第34話などでは虚神に対する戦力として投入され、第42・43話では秘密結社「虚神会」主導のクーデターに参加した自衛隊部隊の車両が国会議事堂前を始めとする都心各所に展開しているほか、第27話には90式の模型も登場している。
『猫神やおよろず』
漫画版第3話とテレビアニメ第1話に登場。稲荷神のゴン太が町への貧乏神の侵入を防ぐため、96式装輪装甲車とともに橋の封鎖に使用する。漫画版にて、この車両は富士の駐屯地から強制徴発してきたものとゴン太が自分で言っている。
『ハカイジュウ』
特殊生物対策部隊の戦車として、単行本第7巻から第8巻にかけて登場。新宿で行われた「臨界戦」に投入され、新宿トール型を始めとする特殊生物と交戦するが、多数が撃破されている。
『バトルオーバー北海道』
主人公である戦車兵たちが中盤まで搭乗。北海道に侵攻してきたソ連軍のT-72などと戦闘を繰り広げる。
実車の制式化前の作品のため、試作型を参考に作画されている。
『ハマトラ』
第11話に登場。操縦のミニマムを持つミニマムホルダーによって強奪され、横浜万代市民会館への襲撃に使用される。
『ビビッドレッド・オペレーション』
日本国防軍と連合防衛軍（UDF）の戦車として登場。有人による運用のほか、UGVとして無人運用されてもいる、という設定になっている。第8話で発射した砲弾が正確にAPFSDSとして描いているなど、詳細に描写されている。作中ではオープニングに登場するほか、第7話では三郷ジャンクション付近の常磐自動車道上で糸巻き型のアローンを、第8話では清砂大橋付近の首都高速中央環状線上から東京スカイツリーについた繭型のアローンを攻撃しているが、第7話ではアローンの電磁パルス攻撃によって戦闘不能に陥り、第8話ではビームによる反撃で全滅する。
『魔王ダンテ』
テレビアニメ版第4話・第5話に登場。名古屋市に出現し破壊活動を繰り広げる魔王ダンテをMLRSなどとともに攻撃するが一切通用せず、反撃を受けて全滅寸前に陥る。
『マップス』
KSSによるOVA版の第1話に登場。東京上空に異星文明の宇宙船「リプミラ号」が出現したことを受けて周囲に展開するが、リプミラ号に向けて放たれた「リプダイン号」の攻撃の余波を受けて破壊される。
『無敵王トライゼノン』
第1話に登場。進攻するゼノ・パレス軍のルコ・ゼノイド群を迎撃すべく、恵庭にて徹甲弾による砲撃を加えるが通じず、反撃によって全滅する。
『薬師寺涼子の怪奇事件簿』
てテレビアニメ版に登場。第12話では自衛隊と日本私設警察（NPP）が合同で行う「対テロ演習」に参加するという名目で東京都内に展開し、そのうちの1両が主人公である薬師寺涼子を攻撃する。第13話では薬師寺涼子らに強奪された10式戦車から砲撃を受けて1両が撃破されている。
『やわらか戦車』
第1話当初から背景に登場していたが、第3話にて人格を持つキャラクター「90式先輩」として主演し、以後はメインキャラクターとして第53話（最終話）まで活躍する。また、90式先輩以外の車両が登場する話もある。
当初は「きゅうじゅっしき」と呼ばれているが、これは作者が"90式"を「きゅうまる」と読むことを知らなかったためで、正しい読み方が判明してからの作品では直っている。
『勇者王ガオガイガー』
第27話に登場。パスダーが都心部に生み出したエネルギー障壁「コントラフォール」内に突入しようとするが、コントラフォールと接触した際に全車破壊される。
砲塔の位置などが実物と若干異なっている。
『ラーゼフォン』
作中に直接登場はしないが、「モデルグラフィックス」の雑誌企画『ミリタリーパワー・オブ・ラーゼフォン』において、作中における統合自衛隊の現用戦車である「24式戦車」の一世代前の主力戦車として「90式戦車改」という車両が設定されている。90式改自体の詳細は不明。
『レイド・オン・トーキョー』
物語中盤、ソ連軍に占領された横田基地を奪還する部隊の主力として89式装甲戦闘車とともに登場。試作型を参考に作画されている。

## 小説
『ARIEL』
第13話に東部方面第一連隊所属車両として登場。東富士演習場に落下したゲドー社の降下兵「スクラッパー」を74式戦車とともに攻撃するも反撃を受け全滅する。第38話には東富士演習場で演習中の戦車教導隊所属車両が登場する。
『HELGA 3 砲撃目標ゼロ』
西南アフリカで反政府ゲリラに参加した日本人傭兵が操るT-55と、実戦テストを兼ねた90式の戦闘が描かれる。
後述のゲーム『ガングリフォン』の作中台詞として有名になった「90式はブリキ缶」の原典は当作の登場人物の台詞である。
『MM9』
作中には登場しないが、単行本第2巻の表紙に怪獣6号ゼロケルビンに対して出動する姿が描かれている。作中ではゼロケルビンが大気圏外から直接東京へ降下してきたため、展開が間に合わなかった。
外伝『トワイライト・テールズ』にも登場しており、某県に出現した怪獣9号ガイバーンを攻撃するため、市街地に展開する。
『学園キノ』
第2巻に第7師団所属車両が登場。木乃のおばあちゃんの訓練相手となるが、乗員がおばあちゃんを馬鹿にしたため、おばあちゃんの怒りを買って破壊されている。
『機動要塞「大和」』
日本列島が第二次世界大戦時にタイムスリップしたため、74式とともに北海道に上陸したT-34を迎撃したり、関東軍支援のために派遣された満州でIS-2やT-34を迎撃・撃破する。
『生存者ゼロ』
北海道に発生した人食いシロアリの大群を、火炎放射車両に改造した大型破壊機救難消防車などとともに札幌市内で迎撃する。
『サイレント・コアシリーズ』
『自由上海支援戦争』
終盤に上海郊外で中国軍体制派機甲部隊残存部隊と交戦する。
『第二次太平洋戦争』
終盤の三沢基地の攻防でM1A1(HA) エイブラムスと交戦する。
『第二次湾岸戦争』
第7師団所属車両が登場。国連から求められた国連軍への陸上自衛隊の2個師団参加を満たすため、歩兵1個師団を第1空挺団で代用する替わりに第7師団を丸ごと投入することになったため、サウジアラビアの砂漠でT-80を中心戦力としたイラク軍の傭兵機甲師団と交戦する。
「90式はエアコンを装備しているため、砂漠でも戦える」と言った俗説に基づいた描写が行われている。
『北方領土奪還作戦』
北部方面隊で編成された北方領土復興部隊（実質は侵攻部隊）に配備されている。
『小隊』
第5旅団所属車両が登場。第27普通科連隊を基幹とする戦闘団に組み込まれ、北海道に侵攻したロシア連邦軍への威力偵察を行う。
『創竜伝』
第1師団所属車両が登場。テロリスト出現との報を受けて六本木へと治安出動してきた車両が、筑波研究学園都市への移動手段を探していた主人公一派によってハイジャックされ、東京都内で「タンク・チェイス」を展開するも、両国橋から隅田川に落下し行動不能に陥る。竜堂余は「アイアン・ドラゴン」と呼称している。
行動不能に陥った際の「川底の石にぶつかって車体底面装甲が破れる」という描写は「作者の軍事知識の無さ」を語る際によく引用されている。また、作者はこの「90式戦車」を、詳細が公表されていなかった時期に「TK-X」を参考にして架空の兵器として設定し、「自衛隊の最新鋭戦車は「89式戦車」になる」との情報を元に年式を1年変更した制式番号を設定したが、後に実物が正式に「90式」となってしまったため、計らずも実車と制式番号が同じになってしまった。この車両は140mm砲を搭載した水陸両用戦車であることや、最大速度が80km/h以上であることなどが実物と異なっている。
『超空シリーズ』
『超空の艦隊』
陸上自衛隊の主力としてニューカレドニア・オアフ島攻略でM3A1/M4A1を圧倒する。
『超空の決戦』/『超空の叛撃』
陸上自衛隊の主力として第二次世界大戦当時のアメリカ・ソ連戦車を圧倒する。
しかし、集中砲撃や地雷の爆発によるショックでコンピュータの故障や、歩兵の接近戦・自爆攻撃でキャタピラが切れたり搭載燃料・砲弾への引火で大破、パニックになった乗員がハッチを開けたところに手榴弾を投げ込まれて損傷する、など実戦が初めての陸上自衛隊に衝撃を与える。
『超空の連合艦隊』（文庫名：『超空の大和』）
ソウルの市街地でT-60・60式戦車と交戦。北朝鮮・中国連合は90式に対して全く歯が立たなかった。

『中国完全包囲作戦』（文庫名：『中国軍壊滅大作戦』）
主砲・C4Iシステムを一新して増加装甲を装備した「90式戦車改」が登場。統一朝鮮陸軍のK1A1・K2と戦闘を行い、精度の高い砲撃で一方的に撃破する活躍を見せる。その後、アメリカ陸軍第1機甲師団のM1A2 エイブラムスとともに紅軍の99式戦車と交戦する。
『超次元自衛隊』
機密作戦「オペレーション・タイムレヴォルーション」に投入されて第二次世界大戦に武力介入し、T-34大隊を撃破している。
『鉄甲巨兵 SOME-LINE』
第1巻に登場。新宿に出現したツイミ不動産の地上げ獣「ゴキゴキ」を迎え撃つ戦車隊の主力を担うが、HEAT弾による攻撃は通用せず怪光線による反撃を受けて撃破される。
『日本北朝鮮戦争 自衛隊武装蜂起』
陸上自衛隊夜間警備部隊にバックアップとして配備され、北朝鮮工作員のアジトである焼肉店とラーメン店に120mm砲弾を撃ち込み、粉々にする。
『日本北朝鮮戦争 竹島沖大空海戦』
日本橋の銀行に立てこもった北朝鮮工作員を銀行ごと破壊するために中村二尉が出撃を命令するが、渋滞に巻き込まれて立ち往生してしまう。

『日本国召喚』
第7師団所属車両が登場。第1空挺団と警視庁SATの混成部隊によるロウリア王城への降下を支援する陽動作戦に参加し、敵軍を特科連隊や攻撃ヘリとともに退けた後、王都城門を砲撃して敵の注意を引き付ける。また、パーパルディア皇国の侵攻を受けたフェン王国に邦人保護のため派遣され、フェン王国に侵攻したパーパルディア皇国皇軍の地竜と交戦する。後にグラ・バルカス帝国の侵攻を受けたムー国に派遣され、グラ・バルカス帝国軍第4機甲師団と交戦する。

『要塞シリーズ』
「ニセコ要塞1986」後半で「TKX」として登場。「八八式戦車」という制式名がつけられていたことが確認できる。
同車による「独立機甲師団」が編制され、北海道島で活躍する。
その後の「十和田要塞1991」では「八九式」及び「九一式」と名付けられた、同車と思しき車両が登場している。
『漂流自衛隊』
第4巻に今津駐屯地所属車両として3両登場。ソ連の脅威がなくなったことから、北海道の過剰な機甲戦力を本州に分配するという計画の一環として今津に配備され、配備された次の日に駐屯地ごと戦国時代へタイムスリップしてしまい、明智光秀の軍と共闘して、織田信長や豊臣秀吉の軍勢と戦闘を繰り広げる。
『放射能獣-X』
第1師団所属車両が登場。有明に上陸した怪獣エックスを迎撃するが、超音波による反撃で乗員が死亡、弾薬が誘爆したために壊滅状態に陥る。その後は銀座にて特科部隊や航空自衛隊と連携してエックスを集中攻撃し、大きなダメージを与えることに成功する。
『暴走戦車』
駒門駐屯地所属車両が登場。隊員によって盗み出され、東京に向かって暴走する。

## ゲーム
『WarThunder』
「Type 90」として2018年6月12日のアップデート（Ver1.79）にて実装された。砲弾は実車と同様にJM12A1（HEATFS）とJM33（APFSDS）が使用可能。また、DMM GAMESにおける日本でのサービス開始2周年を記念して、陸上自衛隊第7師団第72戦車連隊と第73戦車連隊による実弾射撃演習を取材。収集したサウンドデータなどをゲーム内へ適用を予定している。
また2019年12月18日のアップデート（Ver.1.95）にて車体前部に若干の付加装甲を施した「Type 90(B)」が追加実装された。
『Operation Flashpoint: Cold War Crisis』
有志制作のアドオン「Battle over Hokkaido」で使用できる。
『THE 戦車』
プレイヤーの使用戦車・敵戦車として登場する。
『THE 大美人』
プレイヤーが操作可能な乗り物として、第5話に「89式」という名称で登場。首都圏から民間人を退避させる時間を稼ぐべく、中央自動車道沿いに新宿へと向かう巨大双葉理保を攻撃する。
『Wargame Red Dragon』
「KYU-MARU SHIKI」の名称で日本を含めたNATO陣営で使用可能。
『WarRock』
日本版に2009年8月のアップデートより登場。
『ウルトラマン Fighting Evolution Rebirth』
第6話に国防軍の戦車として登場。湾岸のコンビナートに出現した改造ゴモラを74式戦車とともに包囲している。
『凱歌の号砲 エアランドフォース』
日本を占拠した自衛隊の主力戦車として登場。プレイヤーも購入して使用できる。
『ガメラ ギャオス撃滅作戦』
プレイヤーが操作可能な兵器の1つとして登場。マップ上では「T-90」と表示される。
『ガングリフォン』
日本外人部隊の戦車として登場。ゲーム本編では通常の車両が登場するが、オープニングでは増加装甲の装着や砲身延長、サスペンションの変更などの改修を行った「90式戦車改」が登場し、ハリコフで140mm滑腔砲を搭載したドイツの「レオパルト3」（架空）と交戦。先に砲弾を命中させるも貫通せず一方的に撃破され、「90式はブリキ缶だぜ」の台詞を生んだ。続編にも90式戦車改とともに登場している。
『HIGH-MACS simulator』
『ガングリフォン』の同人ゲーム。通常の90式戦車が登場する『ガングリフォン』と違い、AIやシステムの変更で強力になっており、M1A3やレオパルト3を一撃で撃破することが多々ある。
『ゴジラシリーズ』
『ゴジラ-GODZILLA-』『ゴジラ-GODZILLA-VS』
Gフォース所属という設定の車両が敵として登場。災害レベル2以上で各ステージに投入され、プレイヤーキャラクターであるゴジラなどを攻撃する。
『ゴジラ 列島震撼』
プレイヤーが操作可能な兵器の1つとして、Gフォース所属車両が登場。
『コンバットチョロQ』
一部作戦に敵リーダーとして登場。討伐後はプレイヤーが使用できる。続編『新コンバットチョロQ』においてもプレイヤーが使用可能。
『スーパー特撮大戦2001』
自軍ユニットの1つとして、TDF（地球防衛軍）所属車両が「90式主力戦車」という名称で登場。
『セイギノヒーロー』
ステージ6のボスとして、砲塔に傾斜装甲を採用した架空の派生型が登場。国会議事堂を占拠した陸上防衛隊のクーデター部隊が使用しており、うちクーデター部隊の指導者が乗る車両が、議事堂内に突入を試みるSAT隊員と交戦する。
『戦闘国家シリーズ』
日本の基本装備として組み込まれる。
『大戦略シリーズ』
日本の基本装備として組み込まれる。
シリーズ第6作『スーパー大戦略』より登場。ただし、当初は「89式戦車」の名称になっており、通常はプレイヤーが生産できない「新兵器（シンヘイキ）」の扱いであった。
『破壊王 キング・オブ・クラッシャー』
ステージ4にサンドイエローに塗装されたものが登場。東京湾から上陸した、「シヴァ」の姿へと怪獣化した主人公を攻撃してくる。
『パンツァーフロント』
特別マップ「TRAINING - TYPE90 vs T-80」において、プレイヤー戦車と僚車として使用可能。照準器の仕様が再現されている。
『パンツァーフロント bis.』
特別マップ「TRAINING - TYPE90 vs T-80」において使用可能。新規追加されたコンストラクションモードでも使用可能。

『マブラヴ オルタネイティブ』
日本帝国陸軍の主力戦車として登場。
『メタルサーガ ニューフロンティア』
「TYPE-90EX」という名称で登場。TYPE-74EX（74式戦車）同様、無限軌道のまま山岳移動が可能。
『メモリア』
プロローグに登場。冬陽市岩崎山に出現した未確認物体「ゲート」の周囲に展開している。
『萌え萌え大戦争☆げんだいばーん』
自衛隊に所属するキャラクターのサポートユニットとして登場。また、鋼の乙女の1人、「紅零」は90式がモデル。
『ランナバウト』
1に「TNK」の名称で登場。

## バラエティ番組
『ダウンタウンのガキの使いやあらへんで!!』
第758回内の「ヤマラム対ダイナマイト四国」に特殊防衛軍の戦車として登場。東京に上陸した怪獣ヤマラムに砲撃を加えるが効果はなく終わる。
撮影にはミニチュアが使用されている。

## CM・ミュージックビデオ
『Adventure in the East』
MVに登場。陸上自衛隊広報センターで屋外展示されている試作車の砲塔上で、ボーカルを務めるNANAが歌唱を披露する。
『気になるあいつは怪獣少年』
MVに登場。小学校に出現した怪獣バニライーターに対して出動し、砲撃を加える。
『ハコダテ観光ガイド イカール星人襲来中!』
イカール星人からハコダテを防衛する戦力の一環として登場。イカール星人が操る巨大イカ型ロボット「IKABO」を迎撃すべく出動するが、一方的に撃破されている。
実写作品であるが、登場する車両はCGで描かれている。

## 90式戦車の模型

### プラモデル
『1/35 陸上自衛隊 90式戦車』 - タミヤ
1996年7月発売。
同社からはバリエーションとして『90式戦車 砲弾搭載セット』（作業中の隊員・砲弾・木箱・自動装填装置周りを再現するパーツを追加）と『90式戦車マインローラー』（92式地雷原処理ローラを再現するパーツを追加）が発売されている。
『1/35マスターワークコレクション 陸上自衛隊 90式戦車 富士教導団戦車教導隊』
上記のキットの完成品。マーキングの違う「第2中隊」「第5中隊」の2種類のラインナップがある。

『1/72 陸上自衛隊 90式戦車』 - ピットロード
2005年2月に発売。
『1/35、1/48、1/72、1/144 陸上自衛隊 90式戦車』 - トランペッター
中国の模型メーカーであるトランペッターが製品化したもの。1/35および1/48の発売時期は不明。1/72はピットロードの物と同時期に発売（1/72はピットロードからの提案により製品化）され、1/144はWTMの現用車両編と同時期に発売された。
『1/48 リモコンAFV 陸上自衛隊 90式戦車』 - アオシマ
発売時期不明。電池で動くリモコン（有線）戦車模型。リモコンはプリント基板などで簡単にはなっているが詰めの甘い箇所もいくつか見受けられる。できは簡素なもので、スケールモデルというよりは動かして遊ぶ方に重点を置いている製品である。
『1/76 陸上自衛隊 90式戦車』 - フジミ模型
『トランスフォーマームービー RD-20 NESTブラジオン』 - タカラトミー
実写映画版『トランスフォーマー/リベンジ』の変形玩具ラインナップとして、過去のシリーズより戦車から骸骨鎧武者へ変形するブラジオンとして、90式をモチーフにした新デザインで2010年1月より販売。
アメリカ軍&オートボット（人類の味方側）であるNEST軍を敵に回す立ち位置。原作コミックなどでのブラジオンは、ディセプティコン（敵側）の最後の司令官として活躍。

### 食玩
『ワールドタンクミュージアム プレ04「大戦略VIIエディション」』 - 海洋堂（1/144スケール）
通常・2色の2種。
『ワールドタンクミュージアム 第四弾』 - 海洋堂（1/144スケール）
通常・2色・冬季迷彩の3種+シークレット（『90式戦車 稜線射撃』 - 車体を前傾させた状態を再現）の4種がある。
『陸上自衛隊装備大全 第壱弾』 - コナミ（1/144スケール）
ジオラマ風のディスプレイ台が付属し、それぞれマーキング替え2種が存在。
『陸上自衛隊装備大全 第弐弾』 - コナミ（1/144スケール）
市街地の道路を再現したディスプレイが付属。マーキング替え2種。
『陸上自衛隊装備大全 第参弾』 - コナミ（1/144スケール）
92式地雷原処理ローラを装備した状態が再現され、ディスプレイ台もローラが走行した跡が再現されている。マーキング替え2種。
『モータータンクコレクション第1弾 陸上自衛隊編』 - エフトイズ・コンフェクト（1/87スケール）
富士教導団戦車教導隊2中隊と第72戦車連隊の2種類のほか、ドーザー装備型90式戦車が当たる懸賞があった。モーターを内蔵しており、ボタン型電池2個で自走する。
『自衛隊制式装備コレクション Vol.1』 - ザッカ ピー・エイ・ピー（1/144スケール）
富士教導団戦車教導隊第2中隊所属車両の単色・迷彩の2種類が存在。

### ラジコン
『RCバトルタンク 陸上自衛隊 90式戦車』(旧) - 東京マルイ（1/24スケール）
同社の1/24RCバトルタンクシリーズ第1弾として2000年に発売。遊戯銃メーカーとしての技術を応用した「実際に砲弾（BB弾）を撃てる」というコンセプトが話題を呼んだ。
キャタピラは一体成型の軟質樹脂パーツとなっており、オプションパーツとして「陸上自衛隊90式戦車用 連結式キャタピラセット」が別売されていた。
『RCバトルタンク 陸上自衛隊 90式戦車』- 東京マルイ（1/24スケール）
2006年12月発売。上記の完全リニューアル版として塗装や各種装備などがよりリアルなものになり、キャタピラは連結式のものが標準装備となっている。また、別売のクリスタル（操作周波数制御クオーツ）を交換することで6台までを個別に操作することが可能となり、多人数で遊ぶことが可能となっている。車長フィギュア1体付き。
1/24AFVシリーズ『Type 90』 - タイヨー（1/24スケール）
リアルさを追求したタイヨーの1/24AFVシリーズの1つ。BB弾発射型、カノンフラッシュ（発砲操作時に砲口が光る）型、ディスプレイ型の3種類あり。

### その他
『トミカプレミアム』- タカラトミー(1/124スケール)
大人向けのトミカ｢トミカプレミアム｣で登場。砲塔、砲身は可動し、キャタピラも本物のように動く。また、タカラトミーモールのオリジナル品としてドーザが付いた物も発売された。